# الفيلق الجورجي (أوكرانيا)
الفيلق الجورجي هي وحدة عسكرية تأسست في عام 2014 وتتكون من متطوعين من أصل جورجي يقاتلون إلى جانب أوكرانيا في الحرب في دونباس والحرب الروسية الأوكرانية.